# Hipofosfatèmia
La hipofosfatèmia és un trastorn electrolític en què hi ha un nivell baix de fosfat a la sang. Els símptomes poden incloure debilitat, dificultat per respirar i pèrdua de la gana. Les complicacions poden incloure convulsions, coma, rabdomiòlisi o afebliment dels ossos.
Les causes inclouen alcoholisme, realimentació en persones amb malnutrició, recuperació de cetoacidosi diabètica, cremades, hiperventilació i determinats medicaments. També pot ocórrer en el context de l'hiperparatiroïdisme, l'hipotiroïdisme i la síndrome de Cushing. Es diagnostica a partir d'una concentració de fosfat en sang menor a 0,81 mmol/L (2,5 mg/dL). Quan els nivells són inferiors a 0,32 mmol/L (1,0 mg/dL) es considera greu.
El tractament depèn de la causa subjacent. El fosfat es pot administrar per via oral o per injecció en una vena. La hipofosfatèmia es produeix en aproximadament el 2% de les persones a l'hospital i el 70% de les persones a la unitat de cures intensives  (UCI).